# شورای دفاع کشور
شورای دفاع کشور، نهادی دفاعی و نظامی در ایران است که پس از جنگ ایران و اسرائیل، به عنوان شورایی فرعی و زیرمجموعه شورای عالی امنیت ملی تأسیس شد. این شورا در واکنش به غافلگیری نظام جمهوری اسلامی ایران از روند کلی جنگ و خسارات سنگین وارده به مراکز دفاعی و هسته‌ای ایجاد شد و با هدف تمرکز و تقویت تصمیم‌گیری‌های دفاعی شکل گرفت.

## پیش‌زمینه
در طول جنگ ایران و عراق، نهادی به نام شورای عالی دفاع فعالیت داشت که در سال‌های ابتدایی جنگ نقش ایفا کرد، هرچند اثرگذاری آن در مقایسه با شورای عالی امنیت ملی محدود بود. این شورا پس از پایان جنگ به‌تدریج کنار گذاشته شد و نهایتاً با بازنگری قانون اساسی در سال ۱۳۶۸ منحل شد.
پس از جنگ ایران و اسرائیل که حملات شدید و غیرمنتظره‌ای را در مراکز نظامی، هسته‌ای و دفاعی ایران در پی داشت، از جمله کشته‌شدن شمار زیادی از فرماندهان و دانشمندان، روحیهٔ اعتماد به فرماندهان پیشین دچار چالش شد. این موضوع موجب شد تا دولت بازنگری در ساختار حکمرانی امنیتی را جدی‌تر کند.

## ساختار و صلاحیت‌ها
طبق اعلام رسمی دبیرخانهٔ شورای عالی امنیت ملی ایران، در تاریخ ۱۲ مرداد ۱۴۰۴، تأسیس «شورای دفاع» به استناد اصل ۱۷۶ قانون اساسی تصویب شد.
رئیس این شورا رئیس‌جمهور خواهد بود مسعود پزشکیان؛ و اعضای آن از جمله سران قوا، فرماندهان ارشد نیروهای مسلح، دو نماینده رهبر در شورای عالی امنیت ملی، وزیر اطلاعات و وزارت‌های مرتبط مانند وزارت دفاع، امور خارجه نیز حضور دارند.

### اهداف
تشکیل «شورای دفاع»، به‌عنوان ظرفیتی درنظر گرفته شده در قانون تشکیل شورای عالی امنیت ملی (اصل ۱۷۶ قانون اساسی)، آن‌هم پس از حدود ۳۶ سال، اهداف مهمی را دنبال می‌کند، از جمله:
1. حمایت از تقویت همه‌جانبه توان دفاعی کشور
2. هم‌افزایی ساختارهای نظامی و امنیتی در راستای ارتقای آمادگی‌های دفاعی
3. سرعت عمل در تصمیم‌گیری‌های مربوط به حوزه دفاعی کشور
4. ارتقای هم‌افزایی میان نهادهای نظامی و سیاسی برای پاسخ مؤثر به تهدیدهای موجود
5. مدیریت متمرکز طرح‌های دفاعی
6. ارتقای آمادگی‌های موردنیاز برای مدیریت تهدیدهای نوین

این اقدامات در راستای «انسجام نهاد تصمیم‌گیری زیرنظر فرمانده کل قوا در زمان بروز جنگ احتمالی بعدی» انجام می‌شود.

## اعضا شورا
| نام | نام                  | نگاره | آغاز تصدی  | پایان تصدی  | سمت                               | منابع  |
| --- | -------------------- | ----- | ---------- | ----------- | --------------------------------- | ------ |
|     | مسعود پزشکیان        |       | مرداد ۱۴۰۴ | در حال تصدی | رئیس‌جمهور رئیس شورا               | [ ۹ ]  |
|     | محمدباقر قالیباف     |       | مرداد ۱۴۰۴ | در حال تصدی | رئیس مجلس                         | [ ۹ ]  |
|     | غلامحسین محسنی اژه‌ای |       | مرداد ۱۴۰۴ | در حال تصدی | رئیس قوه قضائیه                   | [ ۹ ]  |
|     | علی لاریجانی         |       | مرداد ۱۴۰۴ | در حال تصدی | شورای عالی امنیت ملی              | [ ۹ ]  |
|     | امیر حاتمی           |       | مرداد ۱۴۰۴ | در حال تصدی | فرمانده کل ارتش                   | [ ۹ ]  |
|     | محمد پاکپور          |       | مرداد ۱۴۰۴ | در حال تصدی | فرمانده کل سپاه                   | [ ۹ ]  |
|     | نامشخص               |       | مرداد ۱۴۰۴ | در حال تصدی | فرمانده قرارگاه مرکزی خاتم‌الانبیا | [ ۹ ]  |
|     | سید اسماعیل خطیب     |       | مرداد ۱۴۰۴ | در حال تصدی | وزیر اطلاعات                      | [ ۹ ]  |
|     | علی شمخانی           |       | مرداد ۱۴۰۴ | در حال تصدی | نمایندگان رهبری                   | [ ۱۰ ] |
|     | علی‌اکبر احمدیان      |       | مرداد ۱۴۰۴ | در حال تصدی | نمایندگان رهبری                   | [ ۱۱ ] |

## واکنش‌ها
رسانه‌های نزدیک به حکومت (مانند فارس و تسنیم) تشکیل شورای دفاع را بخشی از بازچیدمان حکمرانی دفاعی معرفی کرده و از اهداف آن به‌عنوان افزایش سرعت تصمیم‌گیری در شرایط تهدید و تمرکز فرماندهی نام برده‌اند.
تحلیلگرانی مانند مراد ویسی با دیدی انتقادی می‌گویند: «تشکیل شورای دفاع برای دفاع از مردم و کشور نیست، برای دفاع از نظام و جلوگیری از سقوط آن است»، و این نهاد را پاسخی به کاهش اعتماد رهبری به فرماندهان نظامی بعد از غافلگیری می‌دانند.